# Lypsimena nodipennis
Lypsimena nodipennis är en skalbaggsart som först beskrevs av Hermann Burmeister 1865.  Lypsimena nodipennis ingår i släktet Lypsimena och familjen långhorningar.
Artens utbredningsområde är Uruguay. Inga underarter finns listade i Catalogue of Life.